# When the Sun Goes Down (Arctic Monkeys)
When the Sun Goes Down è una canzone della band britannica degli Arctic Monkeys.
La canzone è stata scelta come secondo singolo del loro album di debutto Whatever People Say I Am, That's What I'm Not.
Pubblicata il 16 gennaio 2006 in Inghilterra la canzone è arrivata alla posizione numero 1 della UK Singles Chart.
In origine il nome doveva essere solamente "Sun Goes Down", ma il titolo completo fu deciso sul sito web della band.
Il verso, "and he told Roxanne to put on her red light" è un riferimento alla canzone dei Police Roxanne.

## Video musicale
Il video è stato diretto da Paul Fraser, e ruota attorno a una vicenda che si sviluppa nei sobborghi della città di Sheffield, che vede come protagonisti una giovane prostituta, un magnaccia, e un mago che cerca di fare uscire la ragazza dal tunnel della prostituzione offrendo a questa un lavoro come sua assistente.
Dal video, premiato il 21 dicembre 2005 al MTV Two, è stato tratto il film Scummy Man, continuo della storia del video.

## Tracce
CD RUG216CD
- "When the Sun Goes Down" 3.20
- "Stickin' to the Floor" 1.18
- "7" 2.10

7" RUG216
- "When the Sun Goes Down" 3.20
- "Settle for a Draw" 3.19

12" DNO080
- "When the Sun Goes Down" 3.20
- "Stickin' to the Floor" 1.18
- "Settle for a Draw" 3.19
- "7" 2.10

## Formazione
- Alex Turner - voce, chitarra elettrica
- Jamie Cook - chitarra elettrica, cori
- Nick O'Malley - basso, cori
- Matt Helders - batteria